# Čabar
Čabar – miasto w Chorwacji, w żupanii primorsko-gorskiej, siedziba miasta Čabar. W 2011 roku liczył 412 mieszkańców.

## Geografia
Čabar leży na obszarze Gorskiego kotaru, 45 km na północny zachód od Delnic, w dolinie rzeki Čabranki i wzdłuż granicy chorwacko-słoweńskiej.
Miejscowa gospodarka opiera się na rolnictwie, leśnictwie, przemyśle drzewnym i hodowli ryb.

## Historia
Čabar był własnością rodów Frankapanich i Zrinskich. Pierwsza historyczna wzmianka o nim pochodzi z 1642 roku.
W pobliżu miejscowości funkcjonowały kopalnie limonitu i huty żelaza. Nastąpił napływ ludności z terenów dzisiejszej Słowenii i rozwój gospodarczy okolicy. Pod koniec XVII wieku nastąpiła nacjonalizacja majątku Zrinskich. W 1711 roku infrastruktura hut została strawiona przez pożar.
Pod koniec XVIII wieku własność nad Čabarem została przekazana Paraviciom, a następnie przeszła na ród Ghyczy.